# Bihor (županija)
Bihor (IPA: [bi.'hor]), in Mađ:: Bihar (IPA: [bi.'har]), je županija u Rumunjskoj, u njenoj povjesnoj pokrajini Transilvaniji. Glavni grad županije Bihor je Oradea.

## Demografija
Po popisu stanovništva iz 2002. godine na prostoru županije Bihorje živilo 600,223 stanovnika, a prosječna gustoća naseljenosti je 79.56 st/km². 48.6% stanovnika živi u urbanim područjima dok ostali žive na ruralnim područjima županije.
- Rumunji - 67.60%[1]
- Mađari - 26%
- Romi - 5.00%
- Slovaci - 1.2%
- Nijemci - 0.2%

| Godina | Ukupno stanovnika |
| ------ | ----------------- |
| 1948.  | 536,323           |
| 1956.  | 574,488           |
| 1966.  | 586,460           |
| 1977.  | 633,094           |
| 1992.  | 638,863           |
| 2002.  | 600,246           |

### Religijska pripadnost
Kršćani u županiji Bihor čine 99.4% stanovništva.
- Rumunjski pravoslavci - 59.7%
- Reformatori - 18.1%;
- Katolici - 11.5% (Rimokatolici - 9.2%; Grkokatolici - 2.3%)
- Pentekostalci - 5.7%;
- Baptisti - 3.7%;
- Adventisti - 0.3%;

## Zemljopis
Ukupna površina županije je 7,544 km². Na istoku županije nalazi se planina Apuseni, čiji je najviši vrh visok 1,800 m, dok se na zapadu županija prostire Panonska nizina.

#### Susjedne županije
- Sălaj, Cluj i Alba na istoku.
- Mađarska na zapadu - odnosno mađarska županija Hajdu-biharska.
- Satu Mare na sjeveru.
- Arad na jugu.

## Administrativna podjela
Županija je podjeljena na četiri municipije, šest gradova i 90 općina.

### Municipiji
- Oradea
- Beiuș
- Marghita
- Salonta

### Gradovi
- Aleșd
- Nucet
- Săcueni
- Ștei
- Valea lui Mihai
- Vașcău

### Općine
| - Abram - Abrămuț - Aștileu - Aușeu - Avram Iancu - Balc - Batăr - Biharia - Boianu Mare - Borod - Borș - Bratca - Brusturi - Budureasa - Buduslău - Bulz - Buntești - Căbești - Câmpani | - Căpâlna - Cărpinet - Cefa - Ceica - Cetariu - Cherechiu - Chișlaz - Ciuhoi - Ciumeghiu - Cociuba Mare - Copăcel - Criștioru de Jos - Curățele - Curtuișeni - Derna - Diosig - Dobrești - Drăgănești - Drăgești | - Finiș - Gepiu - Girișu de Criș - Hidișelu de Sus - Holod - Husasău de Tinca - Ineu - Lăzăreni - Lazuri de Beiuș - Lugașu de Jos - Lunca - Mădăras - Măgești - Nojorid - Olcea - Oșorhei - Paleu - Pietroasa - Pocola | - Pomezeu - Popești - Răbăgani - Remetea - Rieni - Roșia - Roșiori - Sâmbăta - Sânnicolau Român - Sânmartin - Sântandrei - Sârbi - Săcădat - Sălacea - Sălard - Spinuș - Suplacu de Barcău - șimian - Șinteu | - Șoimi - Șuncuiuș - Tămășeu - Tărcaia - Tarcea - Tăuteu - Tileagd - Tinca - Toboliu - Tulca - țețchea - Uileacu de Beiuș - Vadu Crișului - Vârciorog - Viișoara |